# Avatar: Frontiers of Pandora
Avatar: Frontiers of Pandora (с англ. — «Аватар: Рубежи Пандоры») — компьютерная игра в жанре action-adventure с открытым миром, основанная на серии фильмов Джеймса Кэмерона «Аватар». Игра разработана Massive Entertainment в сотрудничестве с 20th Century Games и выпущена Ubisoft. Avatar: Frontiers of Pandora вышла на Windows, PlayStation 5, Xbox Series X/S 7 декабря 2023 года и получила смешанные отзывы критиков. Это вторая видеоигра, выпущенная по франшизе, после Avatar: The Game (2009).

## Сюжет
Действия игры будут рассказывать отдельную историю во вселенной фильмов «Аватар». Игроки берут под свой контроль гуманоида из расы На’ви и отправляются в путешествие через Западную границу, невиданный ранее регион Пандоры, где они должны отбросить силы RDA, которые стремятся угрожать их расе.

## Разработка
Игра была впервые анонсирована в марте 2017 года, когда Massive Entertainment объявили, что их следующий крупной игрой станет проект во вселенной фильмов «Аватар». В ходе опроса инвесторов в 2021 году было объявлено, что ориентировочно релиз игры намечен на период с апреля 2022 по март 2023 годов. На E3 2021 был показан трейлер проекта, дату выхода назначили на 2022 год.
12 июня 2023 года на презентации Forward была анонсирована дата выхода игры — 7 декабря 2023 года.

## Отзывы критиков
| Сводный рейтинг       | Сводный рейтинг                        |
| Агрегатор             | Оценка                                 |
| --------------------- | -------------------------------------- |
| Metacritic            | (PC) 72/100 (PS5) 75/100 (XSXS) 75/100 |
| OpenCritic            | 71/100                                 |
| Иноязычные издания    |                                        |
| Издание               | Оценка                                 |
| Destructoid           | 9/10                                   |
| Edge                  | 5/10                                   |
| Game Informer         | 7,75/10                                |
| GamePro               | 81/100                                 |
| GameSpot              | 8/10                                   |
| GamesRadar+           | [ 17 ]                                 |
| GameStar              | 82/100                                 |
| Hardcore Gamer        | 3/5                                    |
| IGN                   | 7/10                                   |
| Jeuxvideo.com         | 15/20                                  |
| PCGamesN              | 6/10                                   |
| PC Gamer (US)         | 50/100                                 |
| Push Square           | [ 24 ]                                 |
| The Guardian          | [ 25 ]                                 |
| VG247                 | [ 26 ]                                 |
| Siliconera            | 7/10                                   |
| Русскоязычные издания |                                        |
| Издание               | Оценка                                 |
| 3DNews                | 6,0/10                                 |
| ITC.ua                | 6/10                                   |
| StopGame.ru           | «проходняк»                            |

Согласно Metacritic, Avatar: Frontiers of Pandora получила «смешанные» отзывы на персональных компьютерах и «в основном положительные» отзывы на PlayStation 5 и Xbox Series X/S.